# 2016 WF9
2016 WF9 ist ein Asteroid des Apollo-Typs. Er wurde 2016 mit dem Weltraumteleskop Wide-Field Infrared Survey Explorer im Rahmen der Mission NeoWise entdeckt. Am 25. Februar 2017 passierte er die Erde mit einer Distanz von 51.000.000 km.